# Joannik I (patriarcha Konstantynopola)
Joannik I, gr.  Ἰωαννίκιος Α΄ (zm. ok. 1526) – ekumeniczny patriarcha Konstantynopola w latach 1524–1525.

## Życiorys
W 1524 podczas pielgrzymki patriarchy Jeremiasza I do grobu Chrystusa w Jerozolimie, wrogie wobec niego stronnictwo w sposób niekanoniczny wybrało na urząd patriarszy metropolitę Joannika. W odpowiedzi Jeremiasz I zwołał sobór w Jerozolimie, na który zaprosił patriarchów jerozolimskiego, antiocheńskiego i aleksandryjskiego. Decyzją soboru Joannik wraz ze swymi poplecznikami został potępiony i zmuszony do ustąpienia. Pomimo iż większość Świętego Synodu popierała Joannika, sułtan Sulejman Wspaniały nakazał przywrócić Jeremiasza na tron (24 września 1525). Joannik powrócił do Tracji, gdzie zmarł w klasztorze świętego Jana Chrzciciela ok. 1526 r. Ponieważ jednak Joannik zdobył uznanie sułtana Selima I, czasami jest on uwzględniany w spisach patriarchów Konstantynopola.